# 33e régiment de fusiliers « comte Roon » (régiment de fusiliers prussien-oriental)
Pour les articles homonymes, voir 33e régiment.
Le 33e régiment de fusiliers « comte Roon » (régiment de fusiliers prussien-oriental) est une unité d'infanterie de l'armée prussienne, mais fait à l'origine partie de l'armée suédoise de 1749 à 1815.

## Histoire
Le 6 mars 1749, le roi Frédéric Ier de Suède signe l'ordre au comte Gabriel Spens (de) de constituer un régiment d'infanterie composé de huit compagnies réparties en deux bataillons. En 1766, le régiment est porté à douze compagnies. Après l'occupation de la Poméranie suédoise par les Français en 1812, le régiment est désarmé le 5 mars 1812. Le 3 juillet 1812, les hommes enrôlés, dans la mesure où ils sont des enfants du pays, sont libérés, toutes les autres sont faits prisonniers de guerre. Le régiment est rétabli le 11 mars 1813, par le biais de l'enrôlement des personnes démobilisées et de l'embauche de remplaçants. À la suite de l'exécution de l'acte d'occupation de la Poméranie suédoise par Frédéric-Guillaume III le 19 septembre 1815, le régiment est transféré à l'armée prussienne le 23 octobre 1815, sous les ordres de son propriétaire Hermann von Engelbrechten (de), dont il continue à porter le nom, repris dans l'armée prussienne, en même temps que le régiment du Corps "reine". Les deux régiments sont réunis sous les ordres de von Engelbrechten le 13 décembre 1815 pour former le nouveau 33e régiment d'infanterie. En janvier 1816, le régiment du Corps « reine » forme le 1er bataillon et les 9e et 10e compagnies, et le régiment "Engelbrechten" le 2e bataillon et les 11e et 12e compagnies du nouveau régiment. Une réorganisation a lieu le 12 février 1820, le 1er bataillon est transféré au 34e régiment de fusiliers, et par conséquent l'ancien 2e bataillondevient le 1er bataillon et l'ancien bataillon de fusiliers devient le 2e bataillon. En 1859, l'ancien 33e bataillon principal « Bartenstein » de la Landwehr rejoint le régiment en tant que bataillon de fusiliers. Les 13e, 14e et 15e compagnies sont transférées au 87e régiment d'infanterie (de) En outre, la 4e compagnie est transférée au 128e régiment d'infanterie (de) le 1er avril 1881, et la 8e compagnie au 114e régiment d'infanterie le 1er avril 1887. Le 2 octobre 1893 un 4e (demi-) bataillon est créé, qui est transféré au 147e régiment d'infanterie le 1er avril 1897.

## Campagnes
- 1758/61 contre la Prusse dans la guerre de Sept Ans
- 1788/90 contre la Russie dans la guerre russo-suédoise
- 1805/07 contre la France dans les troisième et quatrième guerres de coalition
- 1808/10 contre la Russie dans la guerre de Finlande
- 1813 contre la France (1 Feldbat., 2e division, corps d'armée suédois) dans la sixième guerre de coalition

### Guerre austro-prussienne
Après avoir reçu l'ordre de mobilisation tard dans la soirée du 5 mai 1866, le régiment se mobilise à Cologne. Le bataillon de remplacement a dû être formé à Königsberg, si bien que 166 officiers, sous-officiers et hommes sont transportés par train vers la Prusse. Le régiment est porté à un effectif de 3 084 personnes en temps de guerre par des réservistes et des officiers de la Landwehr.
Le régiment rejoint la 16e division d'infanterie et reçoit l'ordre de se rendre à Halle le 1er juin 1866. Une fois sur place, les 1er et 3e bataillons, ainsi que le 34e régiment de fusiliers, forment une brigade de fusiliers sous le commandement du colonel von Wegerer (de) à laquelle est affectée la 1re batterie de six livres. En combinaison avec l'armée de l'Elbe, le 16 juin 1866, l'invasion du royaume de Saxe. Le but de la marche est initialement Meissen, et le 18 juin, Dresde, précédemment abandonnée par l'armée saxonne. Après une courte période de repos et un service de garde prolongé dans la capitale saxonne, l'armée de l'Elbe se déplace en Bohême le 22 juin 1866. La brigade combinée de fusiliers est formée des deux régiments de fusiliers, du 1er escadron du 7e régiment d'uhlans (de) et de la 5e batterie de quatre livres. Pendant la bataille de Münchengrätz, le régiment reste en réserve et n'entre pas dans la bataille. À Sadowa également, le régiment ne participe pas à l'issue de la bataille, car il y est arrivé tardivement. Seuls le 1er bataillon et la batterie ont pu combattre efficacement les troupes ennemies en retraite.
Après son arrivée à Halle, le 2e bataillon avec le 8e bataillon de chasseurs à pied, le 1er bataillon du 40e régiment de fusiliers, le bataillon de fusiliers du 28e régiment d'infanterie et du 69e régiment d'infanterie, le 7e régiment de hussards et la 4e batterie de quatre livres et la 3e batterie montée du 8e régiment d'artillerie de campagne forment l'avant-garde de l'armée de l'Elbe sous le commandement du colonel von Gerstein-Hohenstein. Après l'invasion de la Saxe et de la Bohême, la bataille de Hühnerwasser a lieu le 26 juin 1866, au cours de laquelle les troupes prussiennes tiennent tête aux Autrichiens. Le bataillon compte deux morts et huit blessés, mais a pu faire 44 prisonniers. Après une activité d'avant-poste, il est en action continue pendant près de dix heures à la bataille de Sadowa, et compte sept morts et 61 blessés. Après la bataille, le bataillon participe à la poursuite et à l'avance sur Vienne, qui est interrompue par les négociations de paix le 27 juillet 1866.
En raison de la paix de Prague, les troupes prussiennes doivent évacuer les territoires autrichiens. Par conséquent, le 2 septembre 1866, le régiment reprend le chemin du retour et atteint la garnison via Karlsbad, Gera et Zeitz le 13 septembre 1866. Les réservistes y sont libérés les 16 et 17 septembre. Le jour suivant, le régiment défile solennellement dans Cologne depuis la Mühlheimer Heide.
L'ordre du cabinet du 12 décembre 1866 attribue aux drapeaux les rubans de la croix commémorative (de) avec épées, donnés le 20 septembre 1866, pour participation à la guerre.

### Guerre franco-prussienne
Dans la guerre contre la France en 1870/71, le régiment participe avec la 15e division d'infanterie à la bataille de Saint-Privat, au siège de Metz et à la bataille de Villers-Bretonneux. Après des combats à Bosc-le-Hard et Buchy, il participe à la bataille de l'Hallue les 23 et 24 décembre 1870. Cette bataille est suivie par la bataille de Bapaume le 3 janvier 1871, puis la 6e compagnie combat à Sapignies et les 1er et 3e bataillons participent à la bataille de Saint-Quentin le 19 janvier 1871.

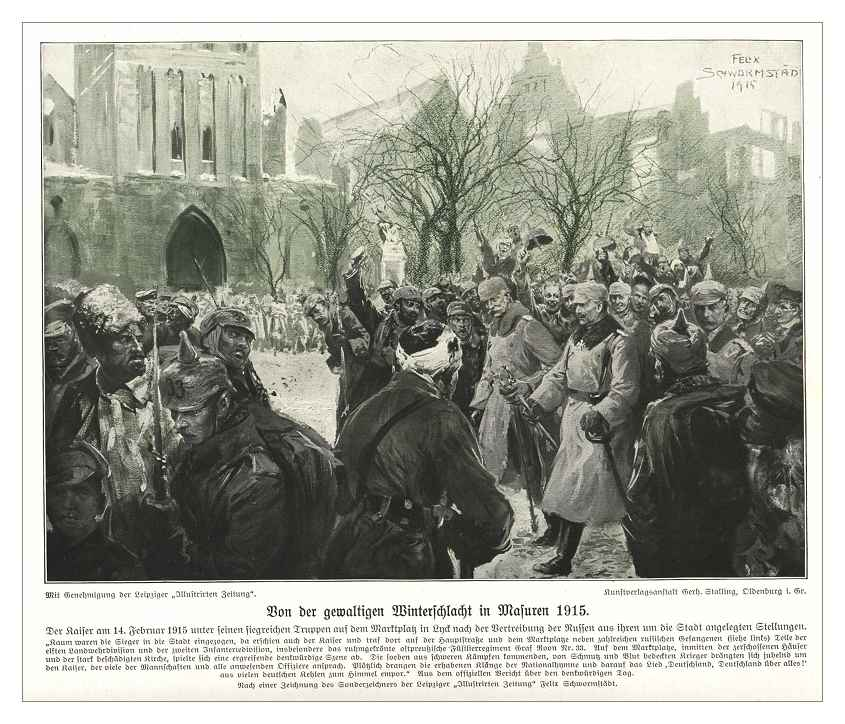
Guillaume II visitant le 33e régiment sur le front de l'Est le 14 février 1915, dessin de Felix Schwormstädt, Illustrirte Zeitung.

### Première Guerre mondiale
Le régiment est mobilisé conformément au plan de mobilisation le 2 août 1914. En plus de se déplacer sur le terrain, le régiment lève un bataillon de remplacement de quatre compagnies, ainsi que deux dépôts de recrues. Le 30 août 1918, l'unité reçoit sa propre compagnie de lanceurs de mines, constituée de parties de la 2e compagnie de lanceurs de mines. Les restes du 1er bataillon du 373e régiment d'infanterie dissous sont incorporés au 1er bataillon le 21 septembre 1918.

### Après-guerre
Après la fin de la guerre, le régiment est démobilisé à Gumbinnen à partir du 2 janvier 1919. Le 15 janvier 1919, la formation du 33e régiment de fusiliers volontaires avec l'état-major et le 1er bataillon est mis en place à partir de parties du régiment. Le 20 mars 1919, cette formation est élargie pour inclure un 2e bataillon et les deux bataillons sont chacun complétés par une compagnie de mitrailleuses et un département de lancement de mines. Une compagnie de garde-frontières est créée par l'ancien bataillon de remplacement. Les formations libres sont absorbées début juillet 1919 par le 65e régiment de fusiliers et le 1333e régiment d'infanterie de la Reichswehr.
La tradition est reprise dans la Reichswehr par décret du 24 août 1921 du chef du commandement de l'armée général de l'infanterie Hans von Seeckt par les 10e et 11e compagnies du 1er régiment (prussien) d'infanterie stationné à Gumbinnen.

## Nom du régiment
| Période                           | Nom                                                                                |
| --------------------------------- | ---------------------------------------------------------------------------------- |
| 1749-1765                         | Régiment « Spens »                                                                 |
| 1766-1779                         | Régiment « Blixen »                                                                |
| 1779-1796                         | Régiment « Psilanderhielm »                                                        |
| 1796-1815                         | Régiment « Engelbrechten »                                                         |
| jusqu'en 1860                     | 33e régiment d'infanterie (1er régiment de réserve)                                |
| 4 juillet 1860 au 6 mai 1861      | Régiment de fusiliers prussien-oriental (33e régiment de fusiliers)                |
| 7 mai 1861 au 26 janvier 1889     | 33e régiment de fusiliers (régiment de fusiliers prussien-oriental)                |
| 27 janvier 1889 au 2 janvier 1919 | 33e régiment de fusiliers « comte Roon » (régiment de fusiliers prussien-oriental) |

## Garnison
| Année | Garnison                                    |
| ----- | ------------------------------------------- |
| 1749  | Stralsund                                   |
| 1750  | Stralsund; Suède                            |
| 1757  | Stralsund                                   |
| 1807  | Suède                                       |
| 1810  | Stralsund                                   |
| 1816  | Stettin                                     |
| 1817  | Glogau ; Schweidnitz ; Liegnitz             |
| 1818  | Graudenz ; jusqu'en 1829 également à Thorn  |
| 1832  | Thorn                                       |
| 1851  | Konigsberg                                  |
| 1851  | Cologne                                     |
| 1871  | Dantzig                                     |
| 1881  | Konigsberg                                  |
| 1884  | Konigsberg; 3e bataillon à Goldap           |
| 1889  | Gumbinnen; jusqu'en 1890 également à Goldap |

## Chefs de régiment
| Grade                               | Nom                              | Date                               |
| ----------------------------------- | -------------------------------- | ---------------------------------- |
| Oberst/Generalmajor                 | Gabriel Spens (de)               | 23 février 1749 au 1er juin 1765   |
| Oberst/Generalmajor                 | Carl Fredrik Lillienberg (de)    | 6 août 1765 au 13 décembre 1765    |
| Oberst                              | Baltzar Achates von Platen (de)  | 8 février 1766 au 20 mars 1766     |
| Oberst                              | Conrad Christoph von Blixen (de) | 20 mars 1766 au 10 février 1779    |
| Generalmajor/Generalleutnant        | Johan Psilanderhielm (de)        | 10 février 1779 au 19 octobre 1796 |
| Oberst/Generalmajor/Generalleutnant | Hermann von Engelbrechten (de)   | 19 octobre 1796 au 5 avril 1818    |
| Generalmajor/Generalfeldmarschall   | Albrecht von Roon                | 23 avril 1864 au 23 février 1879   |

## Commandants
| Dienstgrad            | Name                                | Datum                               |
| --------------------- | ----------------------------------- | ----------------------------------- |
|                       | Adolf Eduard von Thile              | 30 décembre 1815                    |
| Oberstleutnant        | Friedrich Heinrich Ludwig von Pfuel | 31 juillet 1817                     |
|                       | Christian Friedrich von Mayer (de)  | 30 mars 1825                        |
|                       | Ludwig Ernst Philipp von Toll (de)  | 30 mai 1829                         |
|                       | Heinrich von Buddenbrock            | 30 mars 1834                        |
|                       | Julius von Craushaar (de)           | 30 mars 1840                        |
|                       | Friedrich von Stiehle (de)          | 31 mars 1846                        |
| Oberst                | Jakob George                        | 21 juillet 1849 au 25 décembre 1850 |
|                       | Albrecht von Roon                   | 26 décembre 1850                    |
| Oberstleutnant/Oberst | Ludwig von Münchow (de)             | 26 août 1856                        |
|                       | Albrecht Achilles von Plehwe (de)   | 22 novembre 1858                    |
|                       | Alexander von Pape                  | 29 janvier 1863                     |
| Oberstleutnant/Oberst | August Ferdinand von Wegerer (de)   | 9 janvier 1864 au 11 avril 1867     |
| Oberst                | Friedrich von Arnoldi (de)          | 11 avril au 17 juillet 1870         |
|                       | Wilhelm von Henning (de)            | 18 juillet 1870 au 14 avril 1875    |
| Oberstleutnant/Oberst | Wilhelm von Wülcknitz (de)          | 15 avril 1875 au 17 octobre 1881    |
|                       | Hermann von Wickede (de)            | 18 octobre 1881                     |
|                       | Max von Matthiessen                 | 5 juillet 1883                      |
|                       | Wilhelm von Romberg (de)            | 3 juillet 1888                      |
|                       | Hellmuth von Schultz                | 18 novembre 1890                    |
|                       | Richard Putzki                      | 5 mai 1894                          |
| Oberst                | Hermann Callenberg                  | 18 août 1897                        |
| Oberst                | Paul Stephan                        | 16 juin 1900 au 23 avril 1904       |
|                       | Max von Bahrfeldt                   | 24 avril 1904                       |
|                       | Hans von Rohrscheidt                | 21 mars 1908 au 15 juillet 1909     |
| Oberst                | Karl Hahn                           | 16 juillet 1909                     |
| Oberst                | Hans Glahn                          | 16 novembre 1910                    |
| Oberst                | Julius von Fumetti                  | 11 octobre 1913 au 20 août 1914     |
|                       | Otto Weike                          | 21 août 1914 au 28 août 1916        |
| Major                 | Hans von Massenbach                 | 29 août 1916 au 4 février 1917      |
|                       | Alfred Finck                        | 5 février 1917 au 14 octobre 1918   |
|                       | Wilhelm von Dücker                  | 15 octobre 1918 au Februar 1919     |

## Uniforme

Officier et soldat, en uniforme de 1779
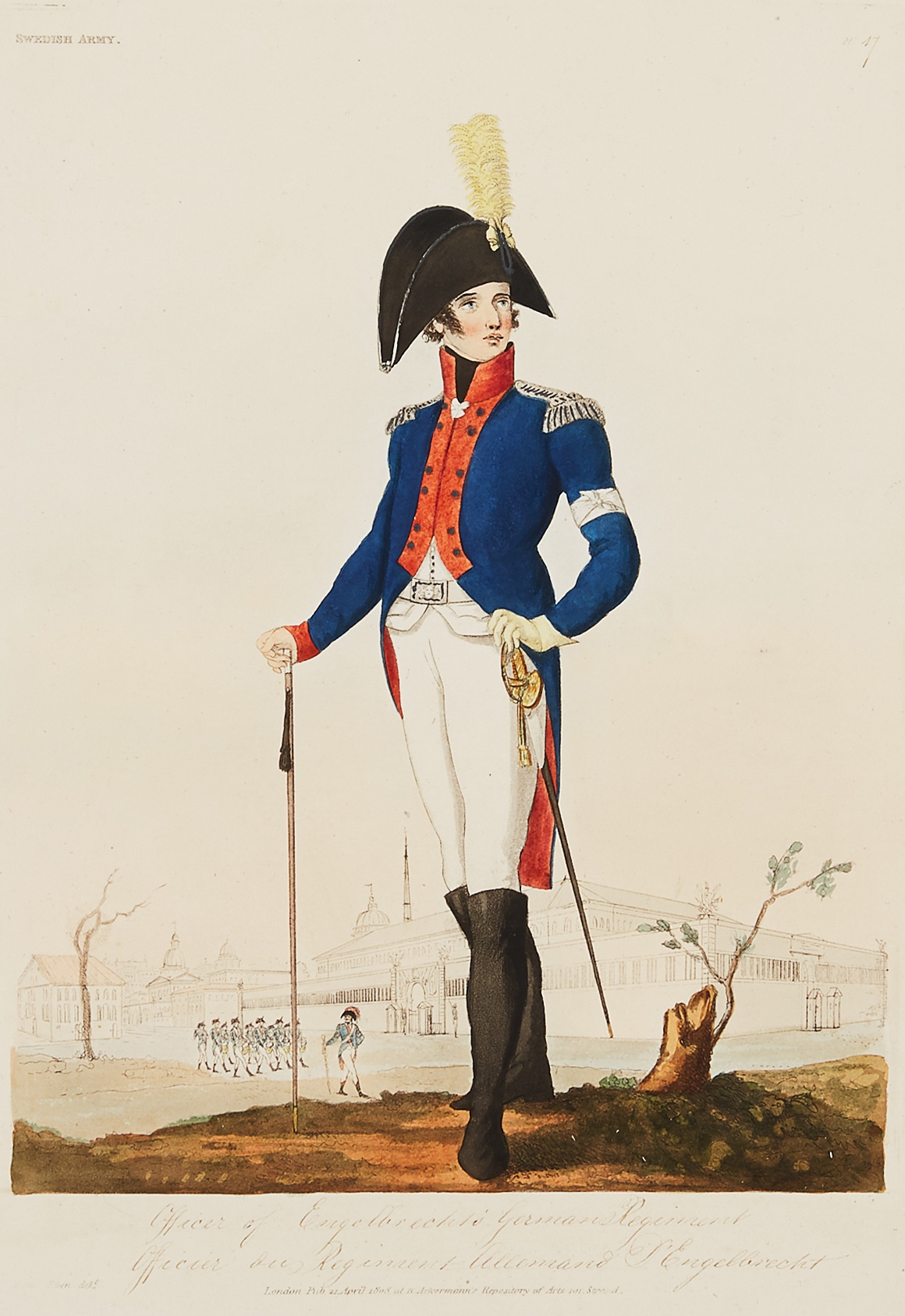
Officier en uniforme de 1802

À partir du 9 février 1816:
- Collier: rouge
- Sert: blanc
- Rabat: rouge
- Épaulette: blanc

Jupe colorée (vers 1900): poignets Brandebourg rouges avec passepoil blanc, épaulettes blanches avec chiffres rouges, ligne jaune aigle. Depuis le 5 décembre 1865, les 5 et 6 compagnies portent également le bandeau sur l'emblème: «Für Auszeichnung d. vormalig Königl. Schwedischen Leib. Regt. Königin"(à partir de 19 mai 1891 tous les officiers du régiments).